# واپیننه
واپیننه (به لاتین: Wapienne) یک روستا در لهستان است که در گمینا سنکووا واقع شده‌است. واپیننه ۱۵۰ نفر جمعیت دارد.